# Kunpengopterus
Kunpengopterus es un género extinto de pterosaurio wukongoptérido de mediados o finales del período Jurásico del noreste de China. 
Kunpengopterus es conocido a partir del holotipo IVPP V16047, un esqueleto casi completo con un cráneo y mandíbula inferior recuperado de rocas de la formación Tiaojishan o los Lechos Daohugou en Linglongta, condado de Jianchang, en el oeste de Liaoning. La edad de estas capas es debatida. Este fósil comprimido es de un individuo adulto. Aparte de los huesos, algunas partes blandas fueron también preservadas y los restos de un posible pez regurgitado.
Kunpengopterus fue nombrado y descrito por Wang Xiaolin, Alexander Wilhelm Armin Kellner, Jiang Shunxing, Cheng Xin, Meng Xi y Taissa Rodrigues en 2010. La especie tipo es Kunpengopterus sinensis. El nombre del género combina los nombres del Kun, un gran pez o ballena del folclor chino que podía transformarse por sí mismo en el Peng, una colorida ave gigante que provee una explicación mitológica de la aurora boreal, con el griego latinizado pteron, "ala". El nombre de la especie se refiere a su origen de China.
Kunpengopterus tenía una cabeza alargada, de 106,9 milímetros. Las vértebras cervicales también son relativamente largas. Las narinas es confluyente con la fenestra anteorbital, pero estas grandes aberturas están aún parcialmente separadas por un processus nasalis amplio y anteriormente dirigido el cual que a su vez tiene una pequeña vertical en forma de lágrima en la apertura. Una cresta ósea baja está presente encima del cráneo, justo detrás de los ojos; el tejido suave preservado muestra que ésta se alargaba gracias a un cartílago y una decoloración amarilla indica que estaba quizás alargada hasta a la espalda por un pliegue de piel. No hay signos de una cresta sobre el hocico de una quilla bajo la mandíbula inferior. La parte posterior del cráneo es redondeada. El Kunpengopterus tenía una larga cola rígida. El quinto dedo del pie es también largo y fuertemente curvado.
Kunpengopterus fue asignado a la familia Wukongopteridae, un grupo de pterosaurios que mostraban una mezcla de características basales y avanzadas.